# Торрехонсільйо-дель-Рей
Торрехонсільйо-дель-Рей (ісп. Torrejoncillo del Rey) — муніципалітет в Іспанії, у складі автономної спільноти Кастилія-Ла-Манча, у провінції Куенка. Населення — 342 особи (2023).
Муніципалітет розташований на відстані близько 110 км на південний схід від Мадрида, 37 км на захід від Куенки.
На території муніципалітету розташовані такі населені пункти: (дані про населення за 2010 рік)
- Оркахада-де-ла-Торре: 65 осіб
- Нааррос: 46 осіб
- Торрехонсільйо-дель-Рей: 364 особи
- Вільяр-дель-Агіла: 43 особи
- Вільяр-дель-Орно: 33 особи
- Вільярехо-Собреуерта: 20 осіб

## Демографія
Динаміка населення (INE ):